# Großer Preis von Brasilien 1993
Der Große Preis von Brasilien 1993 (offiziell Grande Prêmio do Brasil) fand am 28. März auf dem Autódromo José Carlos Pace in São Paulo statt und war das zweite Rennen der Formel-1-Weltmeisterschaft 1993.

## Berichte

### Hintergrund
Nach dem Großen Preis von Südafrika führte Alain Prost in der Fahrerwertung mit vier Punkten vor Ayrton Senna und mit sechs Punkten vor Mark Blundell. In der Konstrukteurswertung führte Williams-Renault mit vier Punkten vor McLaren-Ford und mit sechs Punkten vor Ligier-Renault.
Dasselbe Teilnehmerfeld, das zwei Wochen zuvor den Saisonauftakt in Südafrika bestritten hatte, trat auch zum zweiten WM-Lauf des Jahres in Brasilien an.
Mit Prost (sechsmal) und Senna (einmal) traten zwei ehemalige Sieger zu diesem Grand Prix an. 

### Qualifying
Die Williams-Piloten Prost und Damon Hill qualifizierten sich für die erste Startreihe vor Senna, Michael Schumacher, Michael Andretti und Riccardo Patrese.

### Rennen
Während Prost vor Senna und Hill in Führung ging, kollidierte Andretti mit Gerhard Berger. Der McLaren MP4/8 flog über den Ferrari F93A hinweg und verfehlte Bergers Helm nur knapp. Anschließend schlugen beide Wagen in die Streckenbegrenzung ein.
Prost verschaffte sich rasch einen Vorsprung. Sein mit identischem Material ausgestatteter Teamkollege wurde hingegen von Senna merklich aufgehalten. Erst in der elften Runde gelang Hill ein Überholmanöver gegen den Brasilianer. Wegen eines unerlaubten Manövers unter gelben Flaggen musste dieser in Runde 23 eine 10-Sekunden-Zeitstrafe in der Boxengasse verbüßen und verlor dadurch den dritten Rang an Schumacher.
Als ein starker Gewitterschauer über der Strecke niederging, verlor Aguri Suzuki auf der Start-Ziel-Geraden die Kontrolle über seinen Wagen und verunglückte. Seinem Landsmann Ukyō Katayama erging es ähnlich. Die meisten Piloten steuerten schnellstmöglich die Boxengasse an, um Regenreifen montieren zu lassen. Prost überhörte einen Funkspruch, in dem er ebenfalls zum Boxenstopp aufgerufen wurde, und verlor dadurch einen Teil seines Vorsprungs, da er auf nasser Strecke eine weitere Runde auf Slicks absolvieren musste. Wenig später kollidierte er mit dem kurz zuvor verunfallten Wagen von Christian Fittipaldi. Das Safety-Car wurde auf die Strecke geschickt, um die verbliebenen Fahrzeuge während der Bergungsarbeiten kontrolliert, um die Strecke zu führen. Hill lag zu diesem Zeitpunkt an der Spitze vor Senna und Schumacher. Jean Alesi überholte verbotenerweise während der Safety-Car-Phase mehrere Konkurrenten.
Als die Strecke abtrocknete, suchte Johnny Herbert als Erster die Box auf, um wieder Slicks aufziehen zu lassen. Diese Entscheidung erwies sich als richtig, denn er gewann dadurch mehrere Positionen. Nachdem alle Piloten ihre Reifenwechsel absolviert hatten, lag Herbert hinter Senna und Hill auf dem dritten Rang. In der drittletzten Runde wurde er jedoch von Schumacher auf den vierten Platz verwiesen. Blundell wurde Fünfter vor Alessandro Zanardi.
McLaren feierte seinen 100. Grand-Prix-Erfolg und Senna seinen zweiten Heimsieg.
Nachdem Senna über die Ziellinie fuhr, stürmten Fans die Strecke um Senna nahezukommen. Senna stoppte schließlich seinen Wagen auf der Reta Oposta-Gerade, um die Fans mit seinem McLaren nicht zu verletzen. Daraufhin wurde er mit dem Safety-Car zusammen mit anderen Fahrern zurück an die Box gefahren.
In der Fahrerwertung übernahm Senna die Führung vor Prost und Hill. In der Konstrukteurswertung blieben die ersten drei Positionen unverändert.

## Meldeliste
| Team                        | Nr. | Fahrer               | Chassis        | Motor                        | Reifen |
| --------------------------- | --- | -------------------- | -------------- | ---------------------------- | ------ |
| Canon Williams Team         | 0   | Damon Hill           | Williams FW15C | Renault RS5 3.5 V10          | G      |
| Canon Williams Team         | 02  | Alain Prost          | Williams FW15C | Renault RS5 3.5 V10          | G      |
| Tyrrell Racing Organisation | 03  | Ukyō Katayama        | Tyrrell 020C   | Yamaha OX10A 3.5 V10         | G      |
| Tyrrell Racing Organisation | 04  | Andrea de Cesaris    | Tyrrell 020C   | Yamaha OX10A 3.5 V10         | G      |
| Camel Benetton Ford         | 05  | Michael Schumacher   | Benetton B193  | Ford Cosworth HB 3.5 V8      | G      |
| Camel Benetton Ford         | 06  | Riccardo Patrese     | Benetton B193  | Ford Cosworth HB 3.5 V8      | G      |
| Marlboro McLaren            | 07  | Michael Andretti     | McLaren MP4/8  | Ford Cosworth HB 3.5 V8      | G      |
| Marlboro McLaren            | 08  | Ayrton Senna         | McLaren MP4/8  | Ford Cosworth HB 3.5 V8      | G      |
| Footwork Mugen Honda        | 09  | Derek Warwick        | Footwork FA13B | Mugen-Honda MF-351HB 3.5 V10 | G      |
| Footwork Mugen Honda        | 10  | Aguri Suzuki         | Footwork FA13B | Mugen-Honda MF-351HB 3.5 V10 | G      |
| Team Lotus                  | 11  | Alessandro Zanardi   | Lotus 107B     | Ford Cosworth HB 3.5 V8      | G      |
| Team Lotus                  | 12  | Johnny Herbert       | Lotus 107B     | Ford Cosworth HB 3.5 V8      | G      |
| Sasol Jordan                | 14  | Rubens Barrichello   | Jordan 193     | Hart 1035 3.5 V10            | G      |
| Sasol Jordan                | 15  | Ivan Capelli         | Jordan 193     | Hart 1035 3.5 V10            | G      |
| Larrousse F1                | 19  | Philippe Alliot      | Larrousse LH93 | Lamborghini 3512 3.5 V12     | G      |
| Larrousse F1                | 20  | Érik Comas           | Larrousse LH93 | Lamborghini 3512 3.5 V12     | G      |
| Lola BMS Scuderia Italia    | 21  | Michele Alboreto     | Lola T93/30    | Ferrari 040 3.5 V12          | G      |
| Lola BMS Scuderia Italia    | 22  | Luca Badoer          | Lola T93/30    | Ferrari 040 3.5 V12          | G      |
| Minardi Team                | 23  | Christian Fittipaldi | Minardi M193   | Ford Cosworth HB 3.5 V8      | G      |
| Minardi Team                | 24  | Fabrizio Barbazza    | Minardi M193   | Ford Cosworth HB 3.5 V8      | G      |
| Ligier Gitanes Blondes      | 25  | Martin Brundle       | Ligier JS39    | Renault RS5 3.5 V10          | G      |
| Ligier Gitanes Blondes      | 26  | Mark Blundell        | Ligier JS39    | Renault RS5 3.5 V10          | G      |
| Scuderia Ferrari            | 27  | Jean Alesi           | Ferrari F93A   | Ferrari 041 3.5 V12          | G      |
| Scuderia Ferrari            | 28  | Gerhard Berger       | Ferrari F93A   | Ferrari 041 3.5 V12          | G      |
| Lighthouse Sauber           | 29  | Karl Wendlinger      | Sauber C12     | Sauber 2175 3.5 V10          | G      |
| Lighthouse Sauber           | 30  | JJ Lehto             | Sauber C12     | Sauber 2175 3.5 V10          | G      |

## Klassifikationen

### Qualifying
| Pos. | Fahrer               | Konstrukteur          | 1. Qualifikationstraining | 1. Qualifikationstraining | 2. Qualifikationstraining | 2. Qualifikationstraining | Start |
| Pos. | Fahrer               | Konstrukteur          | Zeit                      | Ø-Geschwindigkeit         | Zeit                      | Ø-Geschwindigkeit         | Start |
| ---- | -------------------- | --------------------- | ------------------------- | ------------------------- | ------------------------- | ------------------------- | ----- |
| 01   | Alain Prost          | Williams-Renault      | 1:16,809                  | 202,711 km/h              | 1:15,866                  | 205,230 km/h              | 01    |
| 02   | Damon Hill           | Williams-Renault      | 1:17,856                  | 199,985 km/h              | 1:16,859                  | 202,579 km/h              | 02    |
| 03   | Ayrton Senna         | McLaren-Ford          | 1:18,639                  | 197,993 km/h              | 1:17,697                  | 200,394 km/h              | 03    |
| 04   | Michael Schumacher   | Benetton-Ford         | 1:19,061                  | 196,937 km/h              | 1:17,821                  | 200,075 km/h              | 04    |
| 05   | Michael Andretti     | McLaren-Ford          | 1:20,093                  | 194,399 km/h              | 1:18,635                  | 198,003 km/h              | 05    |
| 06   | Riccardo Patrese     | Benetton-Ford         | 1:20,388                  | 193,686 km/h              | 1:19,049                  | 196,966 km/h              | 06    |
| 07   | JJ Lehto             | Sauber                | 1:20,571                  | 193,246 km/h              | 1:19,207                  | 196,574 km/h              | 07    |
| 08   | Karl Wendlinger      | Sauber                | 1:19,230                  | 196,516 km/h              | 1:19,270                  | 196,417 km/h              | 08    |
| 09   | Jean Alesi           | Ferrari               | 1:19,260                  | 196,442 km/h              | 1:19,549                  | 195,728 km/h              | 09    |
| 10   | Mark Blundell        | Ligier-Renault        | 1:20,281                  | 193,944 km/h              | 1:19,296                  | 196,353 km/h              | 10    |
| 11   | Philippe Alliot      | Larrousse-Lamborghini | 1:20,057                  | 194,486 km/h              | 1:19,340                  | 196,244 km/h              | 11    |
| 12   | Johnny Herbert       | Lotus-Ford            | 1:19,830                  | 195,039 km/h              | 1:19,435                  | 196,009 km/h              | 12    |
| 13   | Gerhard Berger       | Ferrari               | 1:19,561                  | 195,699 km/h              | 1:19,735                  | 195,272 km/h              | 13    |
| 14   | Rubens Barrichello   | Jordan-Hart           | 1:20,999                  | 192,225 km/h              | 1:19,593                  | 195,620 km/h              | 14    |
| 15   | Alessandro Zanardi   | Lotus-Ford            | 1:20,891                  | 192,481 km/h              | 1:19,804                  | 195,103 km/h              | 15    |
| 16   | Martin Brundle       | Ligier-Renault        | 1:20,390                  | 193,681 km/h              | 1:19,835                  | 195,027 km/h              | 16    |
| 17   | Érik Comas           | Larrousse-Lamborghini | 1:20,061                  | 194,477 km/h              | 1:19,868                  | 194,947 km/h              | 17    |
| 18   | Derek Warwick        | Footwork-Mugen-Honda  | 1:21,532                  | 190,968 km/h              | 1:20,064                  | 194,469 km/h              | 18    |
| 19   | Aguri Suzuki         | Footwork-Mugen-Honda  | 1:22,297                  | 189,193 km/h              | 1:20,232                  | 194,062 km/h              | 19    |
| 20   | Christian Fittipaldi | Minardi-Ford          | 1:21,547                  | 190,933 km/h              | 1:20,716                  | 192,899 km/h              | 20    |
| 21   | Luca Badoer          | Lola-Ferrari          | 1:22,938                  | 187,731 km/h              | 1:20,908                  | 192,441 km/h              | 21    |
| 22   | Ukyō Katayama        | Tyrrell-Yamaha        | 1:21,923                  | 190,057 km/h              | 1:20,991                  | 192,244 km/h              | 22    |
| 23   | Andrea de Cesaris    | Tyrrell-Yamaha        | 1:21,224                  | 191,692 km/h              | 1:21,368                  | 191,353 km/h              | 23    |
| 24   | Fabrizio Barbazza    | Minardi-Ford          | 1:22,112                  | 189,619 km/h              | 1:21,228                  | 191,683 km/h              | 24    |
| 25   | Michele Alboreto     | Lola-Ferrari          | 1:21,752                  | 190,454 km/h              | 1:21,488                  | 191,071 km/h              | 25    |
| DNQ  | Ivan Capelli         | Jordan-Hart           | 1:23,674                  | 186,079 km/h              | 1:21,789                  | 190,368 km/h              | –     |

### Rennen
| Pos. | Fahrer               | Konstrukteur          | Runden | Stopps | Zeit        | Start | Schnellste Runde |
| ---- | -------------------- | --------------------- | ------ | ------ | ----------- | ----- | ---------------- |
| 01   | Ayrton Senna         | McLaren-Ford          | 71     | 3      | 1:51:15,485 | 03    | 1:20,187 (59.)   |
| 02   | Damon Hill           | Williams-Renault      | 71     | 2      | + 16,625    | 02    | 1:20,794 (53.)   |
| 03   | Michael Schumacher   | Benetton-Ford         | 71     | 3      | + 45,436    | 04    | 1:20,024 (61.)   |
| 04   | Johnny Herbert       | Lotus-Ford            | 71     | 2      | + 46,557    | 12    | 1:22,503 (63.)   |
| 05   | Mark Blundell        | Ligier-Renault        | 71     | 2      | + 52,127    | 10    | 1:21,235 (56.)   |
| 06   | Alessandro Zanardi   | Lotus-Ford            | 70     | 2      | + 1 Runde   | 15    | 1:22,539 (70.)   |
| 07   | Philippe Alliot      | Larrousse-Lamborghini | 70     | 2      | + 1 Runde   | 11    | 1:23,835 (62.)   |
| 08   | Jean Alesi           | Ferrari               | 70     | 4      | + 1 Runde   | 09    | 1:22,019 (58.)   |
| 09   | Derek Warwick        | Footwork-Mugen-Honda  | 69     | 2      | + 2 Runden  | 18    | 1:23,071 (60.)   |
| 10   | Érik Comas           | Larrousse-Lamborghini | 69     | 3      | + 2 Runden  | 17    | 1:23,877 (56.)   |
| 11   | Michele Alboreto     | Lola-Ferrari          | 68     | 2      | + 3 Runden  | 25    | 1:24,329 (64.)   |
| 12   | Luca Badoer          | Lola-Ferrari          | 68     | 4      | + 3 Runden  | 21    | 1:23,774 (60.)   |
| –    | Karl Wendlinger      | Sauber                | 61     | 1      | DNF         | 08    | 1:22,859 (61.)   |
| –    | JJ Lehto             | Sauber                | 52     | 2      | DNF         | 07    | 1:23,755 (52.)   |
| –    | Andrea de Cesaris    | Tyrrell-Yamaha        | 48     | 2      | DNF         | 23    | 1:26,032 (48.)   |
| –    | Alain Prost          | Williams-Renault      | 29     | 0      | DNF         | 01    | 1:21,780 (24.)   |
| –    | Christian Fittipaldi | Minardi-Ford          | 28     | 0      | DNF         | 20    | 1:24,211 (22.)   |
| –    | Aguri Suzuki         | Footwork-Mugen-Honda  | 27     | 1      | DNF         | 19    | 1:25,483 (23.)   |
| –    | Ukyō Katayama        | Tyrrell-Yamaha        | 26     | 1      | DNF         | 22    | 1:26,914 (08.)   |
| –    | Rubens Barrichello   | Jordan-Hart           | 13     | 0      | DNF         | 14    | 1:24,798 (12.)   |
| –    | Riccardo Patrese     | Benetton-Ford         | 3      | 0      | DNF         | 06    | 1:26,663 (02.)   |
| –    | Fabrizio Barbazza    | Minardi-Ford          | 0      | 0      | DNF         | 24    | –                |
| –    | Martin Brundle       | Ligier-Renault        | 0      | 0      | DNF         | 16    | –                |
| –    | Michael Andretti     | McLaren-Ford          | 0      | 0      | DNF         | 05    | –                |
| –    | Gerhard Berger       | Ferrari               | 0      | 0      | DNF         | 13    | –                |

## WM-Stände nach dem Rennen
Die ersten sechs des Rennens bekamen 10, 6, 4, 3, 2 bzw. 1 Punkt(e).

### Fahrerwertung
| Pos. | Fahrer               | Konstrukteur          | Punkte |
| ---- | -------------------- | --------------------- | ------ |
| 01   | Ayrton Senna         | McLaren-Ford          | 16     |
| 02   | Alain Prost          | Williams-Renault      | 10     |
| 03   | Damon Hill           | Williams-Renault      | 6      |
| 04   | Mark Blundell        | Ligier-Renault        | 6      |
| 05   | Michael Schumacher   | Benetton-Ford         | 4      |
| 06   | Christian Fittipaldi | Minardi-Ford          | 3      |
| 07   | Johnny Herbert       | Lotus-Ford            | 3      |
| 08   | JJ Lehto             | Sauber                | 2      |
| 09   | Gerhard Berger       | Ferrari               | 1      |
| 10   | Alessandro Zanardi   | Lotus-Ford            | 1      |
| 11   | Derek Warwick        | Footwork-Mugen-Honda  | 0      |
| 12   | Philippe Alliot      | Larrousse-Lamborghini | 0      |
| 13   | Jean Alesi           | Ferrari               | 0      |

| Pos. | Fahrer             | Konstrukteur          | Punkte |
| ---- | ------------------ | --------------------- | ------ |
| 14   | Érik Comas         | Larrousse-Lamborghini | 0      |
| 15   | Michele Alboreto   | Lola-Ferrari          | 0      |
| 16   | Luca Badoer        | Lola-Ferrari          | 0      |
| –    | Martin Brundle     | Ligier-Renault        | 0      |
| –    | Riccardo Patrese   | Benetton-Ford         | 0      |
| –    | Karl Wendlinger    | Sauber                | 0      |
| –    | Rubens Barrichello | Jordan-Hart           | 0      |
| –    | Fabrizio Barbazza  | Minardi-Ford          | 0      |
| –    | Aguri Suzuki       | Footwork-Mugen-Honda  | 0      |
| –    | Michael Andretti   | McLaren-Ford          | 0      |
| –    | Ukyō Katayama      | Tyrrell-Yamaha        | 0      |
| –    | Andrea de Cesaris  | Tyrrell-Yamaha        | 0      |
| –    | Ivan Capelli       | Jordan-Hart           | 0      |

### Konstrukteurswertung
| Pos. | Konstrukteur     | Punkte |
| ---- | ---------------- | ------ |
| 01   | Williams-Renault | 16     |
| 02   | McLaren-Ford     | 16     |
| 03   | Ligier-Renault   | 6      |
| 04   | Benetton-Ford    | 4      |
| 05   | Lotus-Ford       | 4      |
| 06   | Minardi-Ford     | 3      |
| 07   | Sauber           | 2      |

| Pos. | Konstrukteur          | Punkte |
| ---- | --------------------- | ------ |
| 08   | Ferrari               | 1      |
| 09   | Footwork-Mugen-Honda  | 0      |
| 10   | Larrousse-Lamborghini | 0      |
| 11   | Lola-Ferrari          | 0      |
| –    | Jordan-Hart           | 0      |
| –    | Tyrrell-Yamaha        | 0      |